# Йозеф Юріга
Йозеф Юріга (словац. Jozef Juriga 9 вересня 1968) — чехословацький та словацький футболіст, півзахисник.

## Клубна кар'єра
Розпочав грати у футбол на дорослому рівні за братиславський «Слован», з яким став чемпіоном Чехословаччини 1992 року. Згодом виступав за «Спартак» (Трнава), з якого повернувся до «Слована», вигравши цього разу з командою по два чемпіонати і кубка незалежної Словаччини.
У 1997—1999 роках Юріга грав за «Артмедію» (Петржалка), після чого перебрався до Німеччини, де виступав за «Шпортфройнде» (Зіген) і «Клоппенбург».
Завершив кар'єру виступами за «Озету Дукла» (Тренчин), за яку зіграв 12 ігор у чемпіонаті сезону 2001/02.

## Виступи за збірну
6 вересня 1995 року Юріга дебютував у складі збірної Словаччини в товариському матчі в Кошицях проти Ізраїлю, в якому господарі перемогли з рахунком 1:0. Юрига вийшов в основному складі і зіграв повний матч.
27 березня 1996 року він забив свій перший гол за збірну у домашньому товариському матчі проти Білорусі (4:0), забивши на 83 хвилині останній гол своєї команди.
Всього за збірну Словаччини Юріга провів 7 матчів і забив 2 голи.

## Статистика

### Клубні виступи
| Ліга                                     | Ігор | Голів | Клуб                    |
| ---------------------------------------- | ---- | ----- | ----------------------- |
| 1-а Чехословацька футбольна ліга 1988/89 | 25   | 1     | «Слован» (Братислава)   |
| 1-а Чехословацька футбольна ліга 1989/90 | 26   | 5     | «Слован» (Братислава)   |
| 1-а Чехословацька футбольна ліга 1990/91 | 24   | 0     | «Слован» (Братислава)   |
| 1-а Чехословацька футбольна ліга 1991/92 | 22   | 2     | «Слован» (Братислава)   |
| 1-а Чехословацька футбольна ліга 1992/93 | 19   | 1     | «Слован» (Братислава)   |
| 1-а Словацька футбольна ліга 1993/94     | 24   | 0     | «Спартак» (Трнава)      |
| 1-а Словацька футбольна ліга 1994/95     | 12   | 1     | «Слован» (Братислава)   |
| 1-а Словацька футбольна ліга 1995/96     | 29   | 1     | «Слован» (Братислава)   |
| 1-а Словацька футбольна ліга 1996/97     | 21   | 2     | «Слован» (Братислава)   |
| Суперліга Словаччини 1997/98             | 27   | 1     | «Артмедія» (Петржалка)  |
| Суперліга Словаччини 1998/99             | 23   | 0     | «Артмедія» (Петржалка)  |
| Суперліга Словаччини 2001/02             | 12   | 0     | «Озета Дукла» (Тренчин) |
| Всього                                   | 264  | 14    |                         |

### У збірній
| Рік      | Ігор | Голів |
| -------- | ---- | ----- |
| 1995 рік | 4    | 0     |
| 1996 рік | 3    | 2     |
| Всього   | 7    | 2     |

Голи Йозефа Юриги за збірну Словаччини
| № | Дата                 | Стадіон                                | Суперник | Рахунок | Результат | Турнір           |
| - | -------------------- | -------------------------------------- | -------- | ------- | --------- | ---------------- |
| 1 | 27 березня 1996 року | Штадіон под Зобором, Нітра, Словаччина | Білорусь | 4 — 0   | 4 — 0     | товариський матч |
| 2 | 18 травня 1996 року  | Солджер-філд, Чикаго, США              | Мексика  | 2 — 3   | 2 — 5     | товариський матч |

## Досягнення
- Чемпіон Чехословаччини (2): 1991/92
- Чемпіон Словаччини (2): 1993/94, 1994/95
- Володар кубка Словаччини (2): 1993/94, 1996/97
- Володар Суперкубка Словаччини (2): 1994, 1996